# Gävle–Ockelbo Järnväg

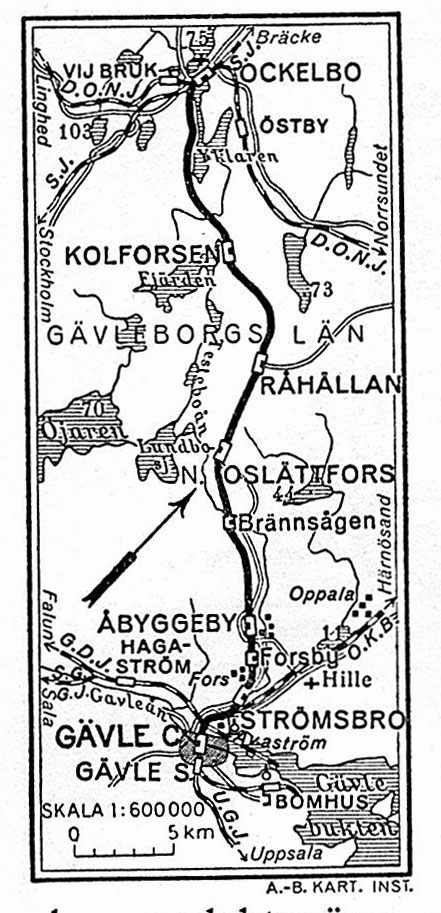
GOJ. Karta 1926.

Gävle–Ockelbo Järnväg (GOJ) är en normalspårig 1435 mm järnväg mellan Gävle och Ockelbo i Gävleborgs län. Banan är numera en del av Trafikverkets Norra stambanan.

## Historia
Planer för en järnväg sattes igång 1874 på initiativ av Oslättfors bruk. Inget hände förrän 1882 då det bildades en kommitté som tog fram en kostnadskalkyl på 1 260 000 kr. Man sökte koncession, som beviljades den 17 november 1882, och fick aktier tecknade i Gävle–Ockelbo Järnvägsaktiebolag till ett belopp av 675 000 kr. Bolagsordningen godkändes den 1 december 1882 och ett obligationslån tecknades på 675 000 kr. Bygget påbörjades 1883 och banan öppnades den 15 oktober 1884. Kostnaden var 1,1 miljoner kr.
Trafiken utgick från Gävle S på Uppsala–Gävle Järnväg (UGJ), passerade Gävle C där det egna spåret började. Efter Gävle C passerade GOJ under Gävle–Dala Järnväg (GDJ). I Ockelbo anslöt banan till Statens Järnvägars (SJ) Stambanan genom Norrland. Senare byggdes Ostkustbanan (OKB) som gick parallellt med GOJ mellan Gävle C och Strömsbro. GOJ tecknade från början avtal med UGJ om drift och underhåll och hade inga egna fordon. Det mesta av trafiken var godstrafik med skogsprodukter till bruken vid kusten och banan fick förbättras med tyngre rälar och förstärkta broar.
Kontraktet med UGJ förnyades hela tiden och det sista gick ut 1935. UGJ köptes av Svenska staten 1933 och införlivades i SJ. SJ tog över trafik- och driftavtalet men ville inte förnya avtalet. SJ ville inte fortsätta driften eftersom de kunde använda den ursprungliga linjen via Sala/Krylbo för trafiken på Norrland. SJ fortsatte dock efter påtryckningar att köra fram till 1938 utan att betala något till GOJ. Efter att regeringen blev inblandad gick SJ med på att Svenska staten skulle köpa GOJ för 50 000 kr men marknadsvärdet var troligen närmare 10 gånger större. Köpet skedde den 1 juli 1938.  Termen "Förstatligande" passar i detta fall.
SJ som inte ville ha banan fick ändå nytta av den eftersom resorna till Norrland blev 38 km kortare. Det investerades i ny tyngre räls, elektrifiering och mindre kurvrättningar 1949 och 1974.
Banan är idag en del av Trafikverkets Norra stambanan.